# Bioenergy Europe
Bioenergy Europe (früher bekannt als European Biomass Association, AEBIOM) ist ein europäischer Handelsverband, der nationalen Biomasseverbänden und in Europa tätigen Bioenergie-Unternehmen offen steht. Es wurde 1990 unter der Leitung des französischen Senators Michel Souplet mit dem Ziel gegründet, die Energieerzeugung aus Biomasse zu fördern – in all ihren Formen: Biokraft, Biowärme oder Biokraftstoffe für den Transport. Bioenergy Europe ist die Dachorganisation von European Pellet Council (EPC)  und von International Biomass Torrefaction Council (IBTC).
Bioenergy Europe besitzt zwei internationale Zertifizierungen für Holzbrennstoffe: ENplus zur Zertifizierung der Qualität von Holzpellets und GoodChips zur Gewährleistung der Qualität von Hackschnitzeln und Schweinebrennstoffen. Es gibt eine europäische Informationskampagne  (European Bioenergy Day).
Der Sitz ist in Brüssel, Belgien.